# Румен Руменов (футболист, р. 1975)
Вижте пояснителната страница за други личности с името Румен Руменов.
Румен Руменов (Джаза) е български футболист, нападател. Играл е за Ботев (Враца), Белите орли, Бдин, Кремиковци и Светкавица. Голмайстор на Б група с 18 гола през 2001 г. за отборите на Бдин (9 гола) и Светкавица (9 гола). Има 1 мач за младежкия национален отбор.

## Статистика по сезони
- Ботев (Враца) – 1995/96 – В група, 4 мача/1 гол
- Ботев (Враца) – 1996/97 – В група, 23/4
- Ботев (Враца) – 1997/98 – В група, 24/5
- Белите орли – 1998/99 – В група, 21/8
- Бдин – 1999/ес. - В група, 14/5 (Бдин през пролетта се обединява с Кремиковци)
- Кремиковци – 2000/пр. - Б група, 14/7
- Бдин – 2000/ес. - Б група, 13/9
- Светкавица – 2001/пр. - Б група, 14/9
- Светкавица – 2001/02 – Б група, 23/7
- Светкавица – 2002/ес. - Б група, 14/3
- Бдин – 2003/04 – В група, 26/8
- Бдин – 2004/05 – В група, 25/7
- Бдин – 2005/06 – В група, 28/11